# Hornspitzen
Die Hornspitzen sind ein mehrgipfeliger, bis zu 3254 m ü. A. hoher Stock der Zillertaler Alpen, zwischen Zillertal und Ahrntal an der österreichisch-italienischen Grenze zwischen Nord- und Südtirol. Höchster Gipfel ist die III. Hornspitze.

## Lage, Nachbarberge, Gliederung und Gipfel

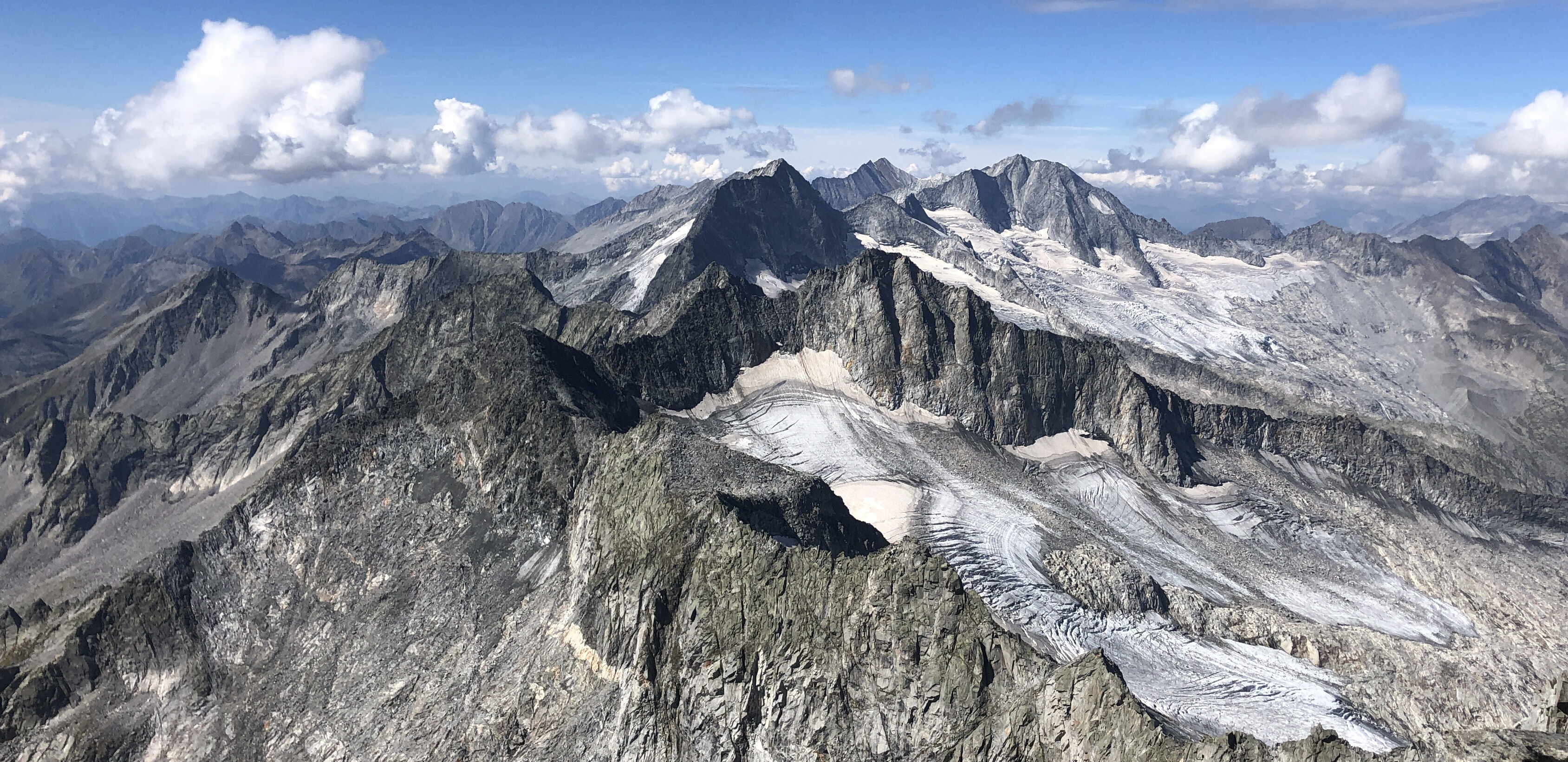
Mittig markant der Turnerkamp, rechts davor III. Hornspitze (Berliner Spitze), links davor IV. Hornspitze, direkt davor II. Hornspitze, links davon I. Hornspitze, dahinter V. Hornspitze, hinten mittig Hochfeiler, rechts davor Kleiner und Großer Möseler, rechts davon Furtschaglspitze und Schönbichler Horn vorn mittig Schwarzensteinkees, dahinter Hornkees, hinten mittig Waxeggkees, links das Trattenkees

Die Hornspitzen erheben sich zwischen zwei kleineren Seitentälern des Zillertals und Ahrntals, nämlich dem hinteren Zemmgrund nördlich und dem Weißenbachtal südlich. Der Gebirgsstock bildet einen Abschnitt des Zillertaler Hauptkamms und damit auch des Alpenhauptkamms. Am Trattenjoch (bzw. Innerjoch, ca. 3000 m) grenzt südwestlich der Turnerkamp (3418 m ü. A.) an, an der Schwarzenbachscharte (3020 m) nordöstlich der Schwarzenstein (3368 m) mit seinen Nebengipfeln.
Der Hauptkamm verläuft in diesem Abschnitt mit einigen Windungen grob in Nordost-Südwest-Richtung. Man unterscheidet, im Nordosten beginnend, folgende fünf Gipfelpunkte:
- I. Hornspitze bzw. Erster Hornspitz (⊙, 3172 m ü. A.), zwischen Schwarzenbachscharte im Nordosten und Mitterbachjoch im Westen,
- II. Hornspitze bzw. Zweiter Hornspitz (⊙, 3221 m ü. A.), zwischen Mitterbachjoch im Osten und IV. Hornspitze im Südwesten,
- III. Hornspitze bzw. Dritter Hornspitz, auch Höchste Hornspitze oder Berliner Spitze (⊙, 3254 m ü. A.), der II. Hornspitze und damit dem Hauptkamm knapp nördlich vorgelagert ganz auf österreichischem Staatsgebiet,
- IV. Hornspitze bzw. Vierter Hornspitz (⊙, 3198 m ü. A.), zwischen II. Hornspitze im Nordosten und V. Hornspitze im Südwesten,
- V. Hornspitze bzw. Fünfter Hornspitz, auch Vordere Hornspitze (⊙, 3148 m ü. A.), zwischen IV. Hornspitze im Nordosten und Trattenjoch im Westen.

Auf Italienisch finden sich alle Spitzen auch als I° bis V° Corno di Ghega.

## Vergletscherung
Das Massiv ist allseits vergletschert, nicht aber die Gipfel. Nordwestlich erstreckt sich bis an den Turnerkamp das inzwischen in zwei Teilgletscher zerfallende Hornkees, nordöstlich das Schwarzensteinkees, südseitig liegen schon als Gletscherreste der Gögenferner, das Mitterbachkees und das Schwarzenbachkees in den jeweiligen Tälern.

## Naturschutz
Die Gruppe gehört auf österreichischer Seite zum Naturpark Zillertaler Alpen.

## Wege und Hütten
Die Gipfel können von Norden aus dem Zemmgrund ersteigen werden (Stützpunkt Berliner Hütte), von Süden von Lappach und der Chemnitzer Hütte (Neveser-Joch-Hütte) und Gögenalm, von Weißenbach wie auch von Luttach. Die Anstiege folgen den Tälern oder Graten und sind zumindest hochalpin. 